# Charles Lyell (2e baron Lyell)
Pour les articles homonymes, voir Charles Lyell.
Charles Antony Lyell, 2e baron Lyell, né le 14 juin 1913 et tué à la guerre le 27 avril 1943, est un militaire britannique, récipiendaire à titre posthume de la croix de Victoria, la plus haute distinction militaire du Royaume-Uni et du Commonwealth.

## Biographie
Il est le deuxième et dernier enfant, et unique fils, du major Charles Henry Lyell, député libéral à la Chambre des communes et vétéran de la Premier Guerre mondiale, mort de la grippe espagnole en 1918 ; et le petit-fils de Leonard Lyell, lui aussi député libéral, fait 1er baron Lyell de la pairie du Royaume-Uni en 1914. Il est ainsi l'arrière-petit-neveu du géologue Sir Charles Lyell. La famille Lyell appartient à la landed gentry (les lairds) du Forfarshire dans l'est de l'Écosse,.

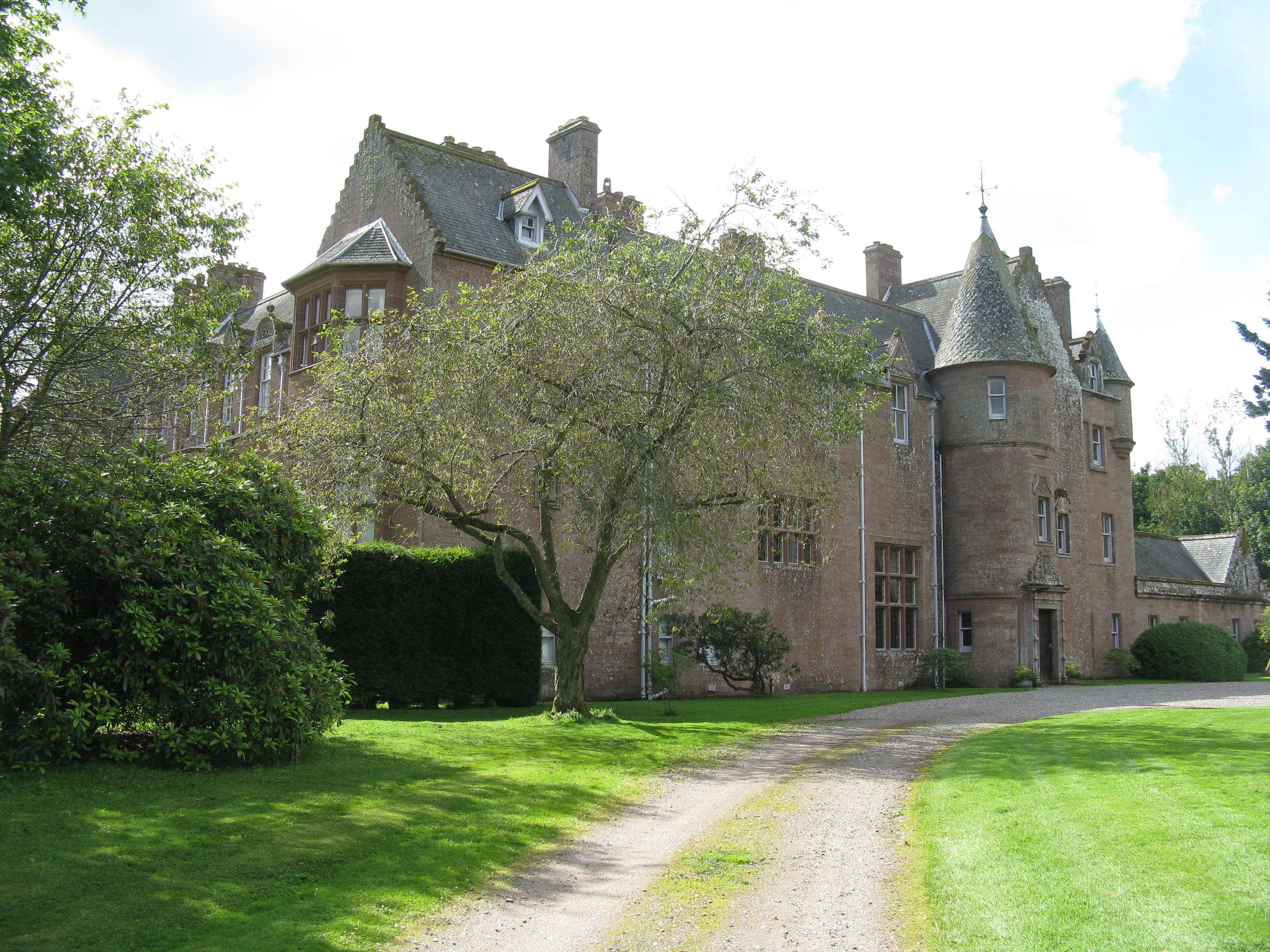
Kinnordy House.

Éduqué au collège d'Eton, Charles Antony Lyell hérite en 1926, à la mort de son grand-père, du titre de baron Lyell, ce qui lui permet de siéger à la Chambre des lords lorsqu'il atteint sa majorité en 1934. Il obtient en 1936 un diplôme de Bachelor of Science (licence) du collège Christ Church de l'université d'Oxford. En 1938 il épouse Sophie Trafford, petite-fille du comte d'Abingdon, dont il aura un fils. La famille s'installe dans le manoir familial de Kinnordy House (en), près de Kirriemuir dans le Forfarshire. Le manoir, datant de la fin du XVIIe siècle appartient à la famille Lyell depuis 1782. Charles Lyell est élu au conseil du comté du Forfarshire,,,,.
En 1940 il rejoint le 1er bataillon du régiment d'infanterie des Scots Guards pour partir à la guerre. Le 27 avril 1943, à Bou Arada durant la campagne de Tunisie, il mène quatre de ses hommes dans un assaut contre un poste fortifié allemand. Il détruit une mitrailleuse lourde ennemie à l'aide d'une grenade puis attaque seul, sous couvert du seul de ses hommes non-blessé, un poste de canon de 88 mm. Il tue plusieurs soldats allemands avant d'être tué. Les Allemands abandonnent le poste face à l'avancée du reste de la compagnie britannique. Inhumé au cimetière militaire de Borj El Amri, il est décoré à titre posthume de la croix de Victoria pour son courage exemplaire. Il est par ailleurs l'un des cinquante-six parlementaires britanniques morts à la Seconde Guerre mondiale et commémorés par un vitrail au palais de Westminster. Son fils Charles Lyell hérite de son titre de baron, et siègera sur les bancs du Parti conservateur à la Chambre des lords,,,.

## Iconographie
Son portrait a été peint par James McIntosh Patrick en 1940.